# 司马秀
司马秀（？—405年），河内郡温县（今河南省焦作市温县）人，曹魏舞阳成侯司马防九世孙，游击将军、章武王司马范之之子，东晋宗室、官员。

## 生平
司马秀在父亲司马范之死后继承了章武王的爵位，在义熙元年（405年）官至桂阳郡太守。司马秀的夫人是桓振的妹妹，桓振起兵后，司马秀感到不安，于是在义熙元年五月和益州刺史司马轨之起兵谋反，被判决处死，章武王的封国被撤除。